# Andrea Cima
Andrea Cima (* um 1580 in Mailand; † nach 1627 ebenda) war ein italienischer Organist und Komponist des Frühbarock.

## Leben
Andrea Cima war der Bruder von Giovanni Paolo Cima. Von 1614 bis mindestens 1627 war Cima Organist an verschiedenen Mailänder Kirchen, darunter Santa Maria della Rosa, die Kathedrale Santa Maria Maggiore. Ab 1627 versah er zusätzlich ein Organistenamt an Santa Marie delle Grazie. Das Amt des Kapellmeisters, das er laut Johann Georg Walthers Lexikon von 1732 an S. Maria Maggiore in Bergamo gehabt haben soll, konnte bislang in keinem Dokument nachgewiesen werden.

## Werke (Auswahl)
Mehrere Werke Cimas finden sich in Sammeldrucken aus der Zeit zwischen 1606 und 1626.
- Cappricio 1 und 6 in der Sammlung  concerti ecclesiastici  von Giovanni Paolo Cima (Mailand, 1610)
- 1 Werk in Parnassus musicus Ferdinandaeus, in quo musici nobilissimi, qua suavitate .... (Venedig, 1614)
- 4 Canzone a 4 in der Sammlung Seconda aggiunta alli Concerti raccolti dal molto reverendo Francesco Lucino (Mailand, 1617)
- Concerto XIII a tres voci, Concerto XXV a quattro voci, Missa a quattro, in Flores praestantissimorum virorum a Philippo Lomatio bibliopola delibati unica, binis, ternis, quaternisque vocibus decantandi, quibus adduntur Missa, Magnificatque duo, Cantiones item, ut vocant, alla francese duobus, tribus quattuorque instrumentis, tum partitio pro organo, nuper in lucem editi, ad nobilissimam Constantiam Czirenbergiam gedanensem, der Danziger Sängerin Constantia Czirenberg gewidmet (Mailand,  Filippo Lomazzo, 1626)
- Il primo libro delli concerti für 2 bis 4 Stimmen (Mailand, 1614)
- Il secondo libro delli concerti für 2 bis 4 Stimmen (Mailand, 1627)